# Vigília pascal

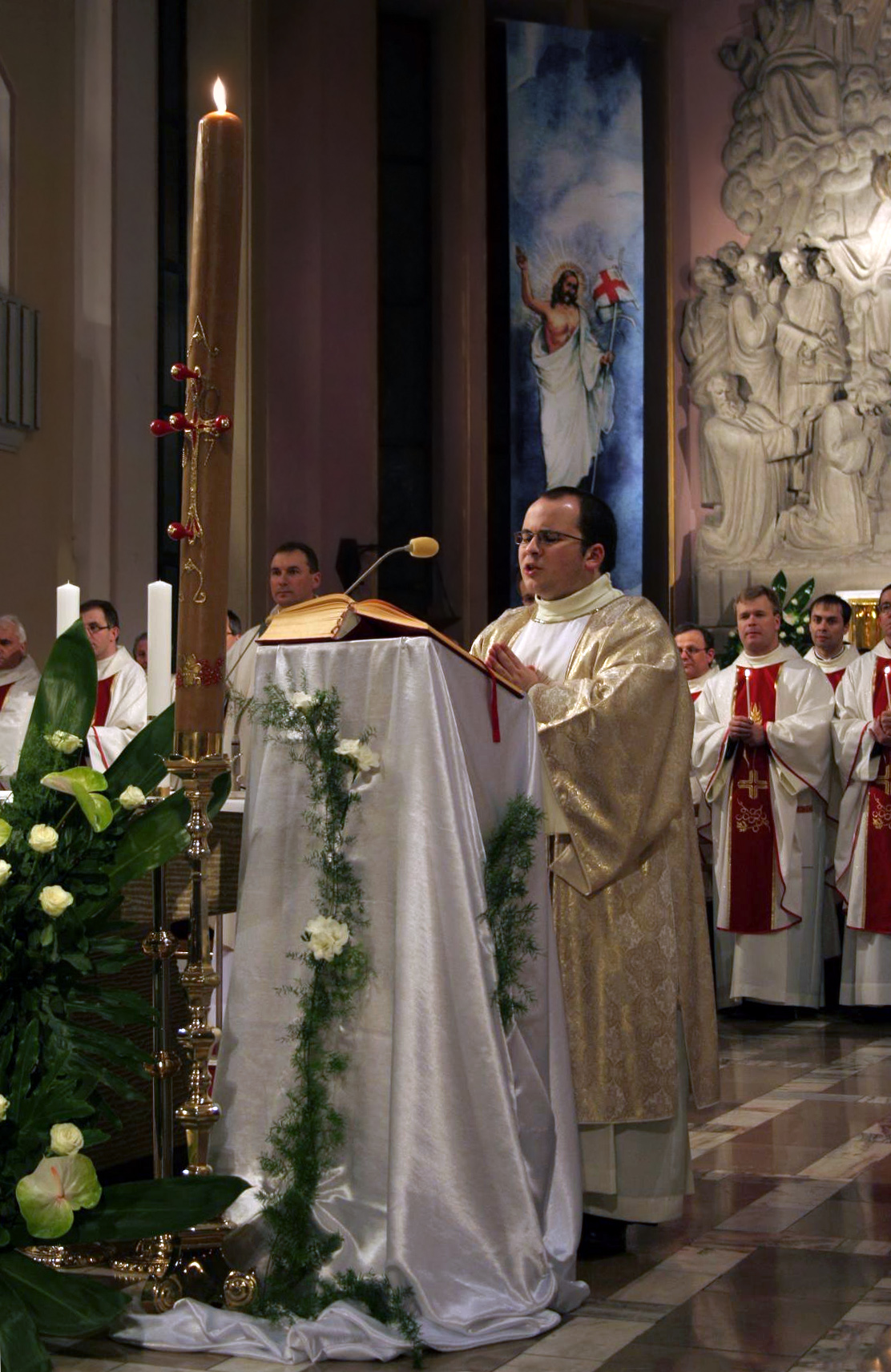
Diácono canta o canto Exsultet.

Vigília Pascal(Francês) Pascoal(Latim) ou  Grande Vigília, é uma celebração cristã sabatina realizada na véspera do Domingo de Páscoa (Sábado de Aleluia), a partir das 18h. Nesta vigília, celebra-se ritualmente a ressurreição de Jesus Cristo. A vigília é tradição antiquíssima no catolicismo, considerada a "mãe de todas as vigílias". Na celebração, os fiéis exortam diversas passagem das leituras sagradas e do Evangelho, que está adornada pelo cumprimento de todas as profecias de vinda do Messias e sua ressurreição dos mortos.

## Rito Romano
Na tradição católica romana, a Vigília Pascal consiste em quatro partes:
Liturgia da Luz 
Liturgia da Palavra 
Liturgia Batismal 
Liturgia Eucarística
Para os católicos a vigília tem início após o pôr-do-sol do Sábado Santo, uma vez que, segundo a tradição bíblica, o novo dia litúrgico começa ao anoitecer. A celebração se inicia fora da igreja ou na entrada, num espaço escuro e silencioso, onde se realiza o rito da bênção do fogo novo. Esse fogo, aceso e abençoado pelo celebrante, simboliza Cristo ressuscitado, a Luz que venceu as trevas do pecado e da morte. A partir desse fogo novo, acende-se o Círio Pascal, uma grande vela que representa o próprio Cristo — "Luz do Mundo" (Jo 8,12). Em seguida, os fiéis também acendem suas velas a partir do Círio, e a assembleia caminha para o interior da igreja, agora iluminada pouco a pouco pela chama da fé que se propaga.
 Durante todo o Tempo Pascal, o Círio permanece aceso e visível no santuário da igreja, junto ao altar ou ao ambão, como sinal da presença luminosa do Cristo ressuscitado no meio de seu povo. Após esse tempo litúrgico, ele é conservado junto ao batistério e é utilizado em celebrações de Batismo, Crisma e funerais, recordando que Cristo é a luz que guia cada fiel desde o nascimento para a vida nova até a entrada na vida eterna.

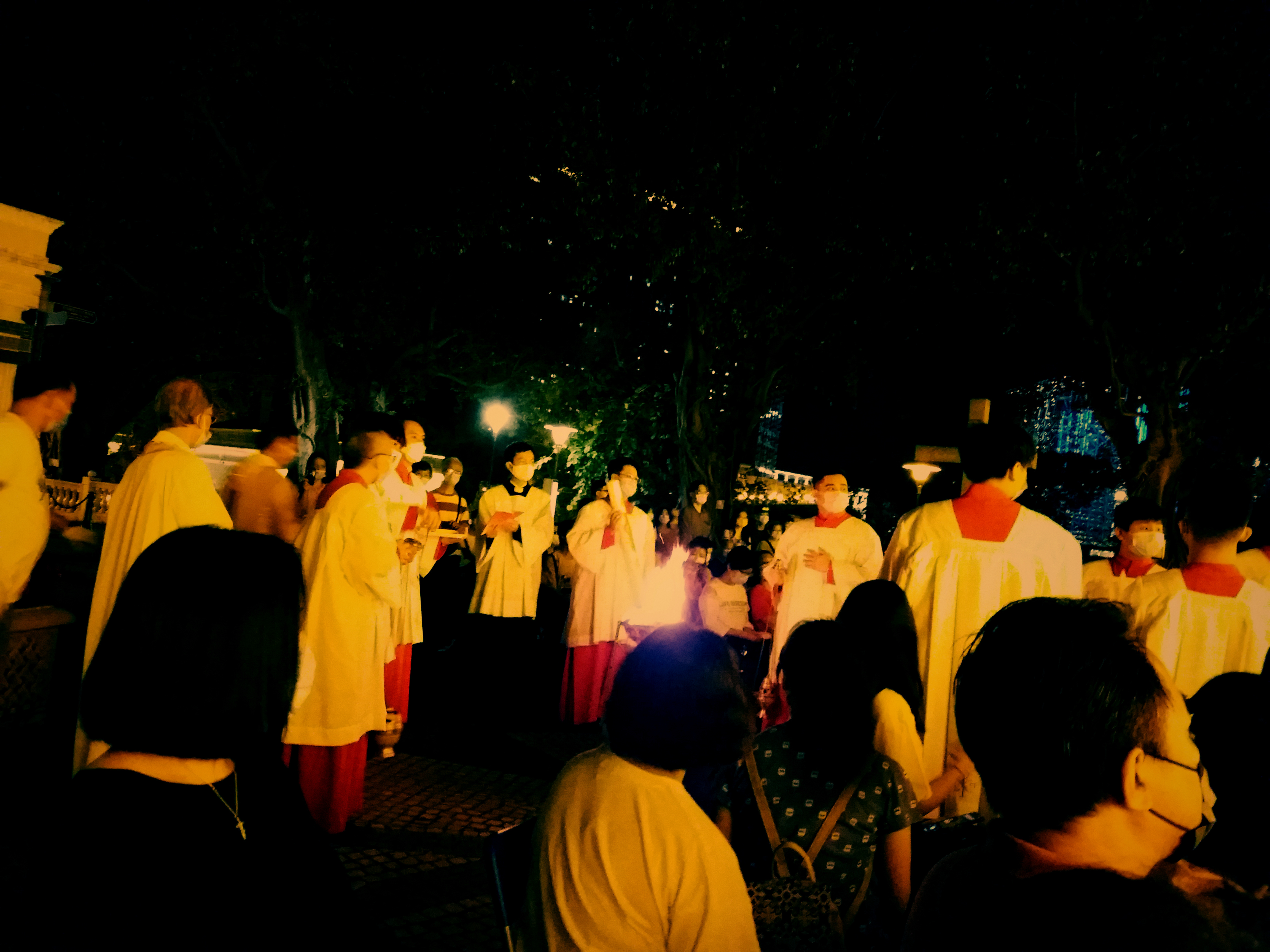
Liturgia da Luz

Assim que a vela for acesa segue o antigo rito do Lucernário, em que a vela é carregada por um sacerdote ou diácono através da nave da igreja, em completa escuridão, parando-se três vezes e cantando a aclamação: "Lumen Christi" ou Luz de Cristo (em português), ao qual a assembleia responde "Deo Gratias", Graças a Deus em português. A vela prossegue através da igreja, e os presentes portam velas que são acesas a partir do fogo do círio pascal, este gesto simbólico representa a "Luz de Cristo" que se espalhando por todos, a escuridão que é diminuída. 
Assim que a vela foi colocada num lugar dignamente preparado no santuário, ela é incensada pelo diácono, que entoa solenemente o canto Exsultet, de tradição milenar. Ele é conhecido também como Proclamação da Páscoa, ou Pregão Pascal. Nele, a Igreja pede que as forças do céu exultem a vitória de Cristo sobre a morte, passando pela libertação do Egito e até mesmo agradecendo a Adão pelo seu pecado "indispensável", pois as consequências de tal pecado foram o motivo da vinda de Cristo.

### Precônio Pascal
É o texto da Proclamação da Páscoa, proferido pelo celebrante ou diácono durante a liturgia da Luz em forma de cântico. Eis o texto:
| Em português | Em latim |
| --- | --- |
| Exulte de alegria a multidão dos anjos, Exultem de Deus os ministros; soe a triunfal trombeta, Esta vitória de um tão grande Rei! Alegra-te também, ó terra nossa Que em tantas luzes agora resplandeces, Vê como foge do universo a treva, Enquanto fulge a luz do eterno Rei! Alegra-te também, ó Mãe Igreja, Ornada inteira de esplendor divino, Escuta como vibra neste templo A aclamação do povo! V. O Senhor esteja convosco R. E com o teu espírito! V. Corações ao alto! R. Já os temos para o Senhor! V. Demos graças ao Senhor nosso Deus! R. É digno e justo! Na verdade é nosso dever e salvação cantar de coração e a plena voz ó Pai todo-poderoso, Deus invisível, e seu único Filho, Jesus Cristo Senhor nosso. Foi Ele quem pagou por nós ao Pai eterno, o preço da dívida de Adão, e foi quem apagou só por amor, no sangue derramado, a condenação da antiga culpa. Eis, pois a festa da Páscoa, na qual foi posto à morte o verdadeiro Cordeiro, cujo sangue consagrou as portas dos fiéis. Eis a noite, em que tirastes do Egito os nossos pais, os filhos de Israel, a quem fizestes transpor o Mar Vermelho a pé enxuto. Eis a noite em que a coluna luminosa dissipou as trevas do pecado. Eis a noite que arranca ao mundo corrompido, cego pelo mal, os que hoje, em toda a terra, puseram a sua fé no Cristo. Noite em que os devolve à graça e os introduz na comunhão dos santos. Eis a noite em que o Cristo, quebrando os vínculos da morte, sai vitorioso do sepulcro. Oh! imensa comiseração da vossa graça, imprevisível amor para conosco: a fim de resgatar o escravo, entregais vosso Filho. Ó pecado de Adão sem dúvida necesário, pois a morte do Cristo o destrói! Bendita culpa, que nos vale um semelhante Redentor! Pois o poder santificante desta noite expulsa o crime e lava as culpas, devolve a inocência aos pecadores, a alegria aos aflitos, dissipa o ódio, prepara a concórdia, desarma os impérios. Noite em que o céu se une à terra, e o homem com Deus se encontra. Na graça desta noite, acolhei, Pai Santo, como sacrifício de louvor vespertino, a chama que sobe desta coluna de cera que a igreja, por nossas mãos Vos oferece. Por isto, Senhor, Vos pedimos: fazei que este círio pascal consagrado ao Vosso nome, brilhe sem declínio e afugente as trevas desta noite. Que o astro da manhã o encontre ainda aceso, aquele que não conhece ocaso: o Cristo ressuscitado dos mortos, que espalha sobre os homens sua luz e sua paz. Ele que convosco vive e reina na unidade do Espírito Santo. Amém. | Exsúltet iam angélica turba cælórum: exsúltent divína mystéria: et pro tanti Regis victória tuba ínsonet salutáris. Gáudeat et tellus, tantis irradiáta fulgóribus: et ætérni Regis splendóre illustráta, tótius orbis se séntiat amisísse calíginem. Lætétur et mater Ecclésia, tanti lúminis adornáta fulgóribus: et magnis populórum vócibus hæc aula resúltet. Quaprópter astántes vos, fratres caríssimi, ad tam miram huius sancti lúminis claritátem, una mecum, quæso, Dei omnipoténtis misericórdiam invocáte. Ut, qui me non meis méritis intra Levitárum númerum dignátus est aggregáre, lúminis sui claritátem infúndens, cérei huius laudem implére perfíciat. [V/ Dóminus vobíscum. R/ Et cum spíritu tuo.] V/ Sursum corda. R/ Habémus ad Dóminum. V/ Grátias agámus Dómino Deo nostro. R/ Dignum et iustum est. Vere dignum et iustum est, invisíbilem Deum Patrem omnipoténtem Filiúmque eius unigénitum, Dóminum nostrum Iesum Christum, toto cordis ac mentis afféctu et vocis ministério personáre. Qui pro nobis ætérno Patri Adæ débitum solvit, et véteris piáculi cautiónem pio cruóre detérsit. Hæc sunt enim festa paschália, in quibus verus ille Agnus occíditur, cuius sánguine postes fidélium consecrántur. Hæc nox est, in qua primum patres nostros, fílios Israel edúctos de Ægypto, Mare Rubrum sicco vestígio transíre fecísti. Hæc ígitur nox est, quæ peccatórum ténebras colúmnæ illuminatióne purgávit. Hæc nox est, quæ hódie per univérsum mundum in Christo credéntes, a vítiis sæculi et calígine peccatórum segregátos, reddit grátiæ, sóciat sanctitáti. Hæc nox est, in qua, destrúctis vínculis mortis, Christus ab ínferis victor ascéndit. Nihil enim nobis nasci prófuit, nisi rédimi profuísset. O mira circa nos tuæ pietátis dignátio! O inæstimábilis diléctio caritátis: ut servum redímeres, Fílium tradidísti! O certe necessárium Adæ peccátum, quod Christi morte delétum est! O felix culpa, quæ talem ac tantum méruit habére Redemptórem! O vere beáta nox, quæ sola méruit scire tempus et horam, in qua Christus ab ínferis resurréxit! Hæc nox est, de qua scriptum est: Et nox sicut dies illuminábitur: et nox illuminátio mea in delíciis meis. Huius ígitur sanctificátio noctis fugat scélera, culpas lavat: et reddit innocéntiam lapsis et mæstis lætítiam. Fugat ódia, concórdiam parat et curvat impéria. In huius ígitur noctis grátia, súscipe, sancte Pater, laudis huius sacrifícium vespertínum, quod tibi in hac cérei oblatióne solémni, per ministrórum manus de opéribus apum, sacrosáncta reddit Ecclésia. Sed iam colúmnæ huius præcónia nóvimus, quam in honórem Dei rútilans ignis accéndit. Qui, lícet sit divísus in partes, mutuáti tamen lúminis detrimenta non novit. Alitur enim liquántibus ceris, quas in substántiam pretiósæ huius lámpadis apis mater edúxit. O vere beáta nox, in qua terrénis cæléstia, humánis divína iungúntur! Orámus ergo te, Dómine, ut céreus iste in honórem tui nóminis consecrátus, ad noctis huius calíginem destruéndam, indefíciens persevéret. Et in odórem suavitátis accéptus, supérnis lumináribus misceátur. Flammas eius lúcifer matutínus invéniat: ille, inquam, lúcifer, qui nescit occásum. Christus Fílius tuus, qui, regréssus ab ínferis, humáno géneri serénus illúxit, et vivit et regnat in sæcula sæculórum. Amen. |

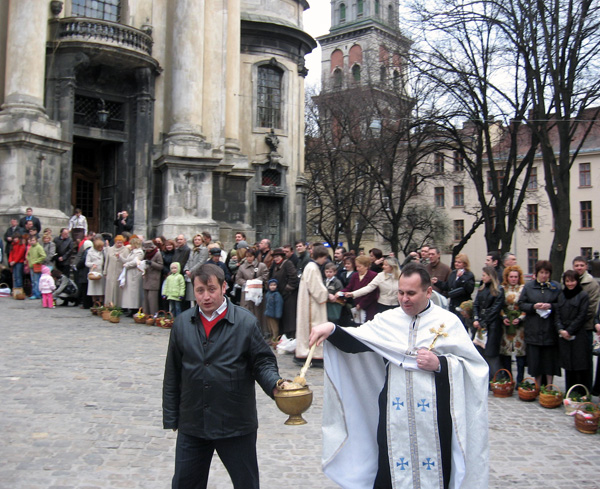
Bênção da Páscoa em Igreja Católica de Lvov.

Ao findar do canto, apagam-se as velas e inicia-se a Liturgia da Palavra, composta de sete leituras do Antigo Testamento, que são como um resumo de toda a história da salvação. Cada leitura é seguida por um salmo e uma oração relativa a aquilo que foi lido. Depois de concluir todas as leituras, é entoado solenemente o hino de louvor, Gloria in excelsis Deo, os sinos, sinetas e campainhas da igreja são tocados. É a primeira vez que se entoa o hino de louvor desde a quarta-feira de Cinzas, com exceção da quinta-feira Santa. No pré-rito Vaticano II, as imagens, que foram cobertas durante a última semana, são reveladas neste momento.
Uma leitura da epístola aos Romanos é lida, e se segue o canto do Salmo 118. O canto de aleluia então é cantado pelo celebrante, também de forma muito solene, pois também não é cantado desde o início da quaresma. Após a celebração da Liturgia da Palavra, se entoa a ladainha de todos os santos, em seguida a água da pia baptismal é solenemente abençoada e quaisquer catecúmenos e candidatos à plena comunhão são iniciados na Igreja, pelo batismo ou confirmação. Após a celebração destes sacramentos da iniciação, a congregação renova os seus votos batismais e recebem a aspersão da água batismal. A oração dos fiéis (do qual os recém-batizados são agora uma parte) se seguem. 
Depois da oração, a Liturgia Eucarística continua como de costume, sendo tradição a utilização da Oração Eucarística I, ou Cânon Romano, a mais solene de todas. Esta é a primeira missa do dia da Páscoa. Durante a Eucaristia, o recém-batizados adultos recebem a Sagrada Comunhão pela primeira vez, podendo ou não serem crismados também. De acordo com as rubricas do Missal, a Eucaristia deve terminar antes do amanhecer.

## Rito Oriental
A páscoa na Igreja Ortodoxa e no oriente é referida como Pascha. Note que na tradição bizantina, o que corresponde estruturalmente a vigília pascal é a vesperal e litúrgica do Sábado Santo, comemorada no sábado de manhã (como foi a Vigília na Igreja Católica Romana até 1955). Esta é a celebração que inclui as longas séries de leituras do Antigo Testamento e os ritos do Batismo, como no Ocidente. Embora a Igreja Católica Romana pratique atualmente  a celebração da Vigília pascal durante a noite. A vesperal liturgia reconta a angustiante do inferno, foi o momento, de acordo com a teologia ortodoxa, que os justos mortos foram autorizados a deixar Lúcifer e a entrar no Paraíso. A boa nova de Jesus Cristo, do triunfo sobre a morte, ensina que somente nessa altura revelada a partida. A revelação ocorreu quando foi descoberto o seu túmulo vazio conforme o evangelho segundo Marcos no capítulo 16, versículo 2. 
A ordem da vigília pascal para os ortodoxos e orientais é a seguinte, ressalvadas as pequenas variações locais: 
O ofício da meia-noite é celebrado no Sábado Santo pouco antes da meia-noite. Na sua conclusão, todas as luzes da igreja são extintas, exceto a sobre o altar, e todos esperam em silêncio na escuridão. No golpe da meia-noite, o padre vai com o turíbulo ao redor do altar, e acende sua vela. Então, todo o clero e as pessoas saem da igreja e vão em procissão cantando um hino da ressurreição, durante a procissão os sinos tocam incessantemente. Esta procissão reconta a jornada ao túmulo de Cristo. Antes na frente da porta da igreja, o chefe celebrante dá a bênção para o inicio a matins. O clero, seguido pelo povo, cantam, a saudação pascal "Cristo ressuscitou!", "Verdadeiramente Ele ressuscitou!", é tocada pela primeira vez. Então, todos entram na igreja cantando. O resto da Matins é celebrada de acordo com especial pascal rubricas. Tudo que a celebração se destina é ser exultante e cheia de luz. Nada é lido, mas tudo é cantado. Durante a celebração, o sacerdote icensa a Igreja. As horas pascais são cantadas. Estas são completamente diferentes do que em qualquer outra altura do ano. A divina liturgia de São João Crisóstomo é celebrada como de costume, mas com características especiais que são únicos para a época pascal. No final da celebração, o sacerdote abençoa o Artos, uma grande fatia de pão, que representa a ressureição de Cristo.  
Em seguida, fixado ao lado do ícone da ressurreição e é venerado pelos fiéis em todo Semana Santa. As velas acesas à meia-noite são detidas pelas pessoas ao longo de todo a celebração, tal como é feita pelos recém-batizados. Durante a vigília, normalmente perto do final da Matins, a pascal homilia de São João Crisóstomo é proclamada. Na sequência da emissão da divina liturgia, ovos abençoados que foram tingidos de vermelho são normalmente distribuídos à população para a quebra do Grande jejum da Quaresma, e cestas de alimentos para a festa que se segue são abençoados com água benta. A celebração geralmente termina em torno de 4:00 da manhã. Mas, no domingo tarde há um especial, Vésperas pascais, em que o Evangelho é cantado em muitas línguas. 
A semana que começa no domingo de Pascal é chamada "Feliz Semana" ou "Semana iluminada", e são considerados contínuos dias. As Santas Portas dos Iconóstase são deixadas em aberto a semana, sendo fechada apenas no final da Nona Hora do sábado.